# Battaglia di Inverurie (1745)
La battaglia di Inverurie fu combattuta il 23 dicembre 1745 ad Inverurie, in Aberdeenshire, Scozia durante la seconda insurrezione giacobita del 1745.

## Antefatto
In seguito alla cattura giacobita di Edimburgo nell'autunno del 1745, Lord Lewis Gordon era stato designato Lord Luogotenente dell'Aberdeenshire e gli era stata assegnata la responsabilità di addestrare uomini nel nord-est. Con un mix di volontari e uomini "spinti" al servizio, radunò un reggimento relativamente grande che includeva tre battaglioni: il battaglione "Aberdeen" principalmente formato da volontari della stessa Aberdeen e guidati da James Moir di Stonywood; Il battaglione "Strathbogie" di soldati riluttanti alla chiamata sotto John Gordon di Avochie; e il battaglione "Mar" per lo più formato da Highlanders e costituito da Francis Farquharson di Monaltrie a Braemar e nell'alto Deeside. Gordon istituì anche una amministrazione civile parallela, riscuotendo il "cess" (tasse) nel tentativo di ottenere fondi aggiuntivi per i giacobiti. 
A dicembre il comandante in capo del governo del nord, John Campbell, IV conte di Loudoun inviò Norman MacLeod di MacLeod da Inverness con 500 uomini delle Independent Highland Companies per affrontare Gordon. MacLeod doveva raccogliere rinforzi in rotta da George Munro di Culcairn con 200 uomini e il Laird di Grant con altri 500. 
Gordon ordinò ai suoi uomini di ripiegare ad Aberdeen, dove fu rinforzato da parte del reggimento di Lord Ogilvie da Forfarshire e Kincardineshire. A lui si unì anche un piccolo distaccamento di regolari franco-irlandesi e scozzesi inviati da Lord John Drummond, sbarcati a Montrose poche settimane prima. 

## La battaglia
Grant decise di tornare a casa, mentre Culcairn inizialmente ricoprì l'incarico a Oldmeldrum. MacLeod tuttavia continuò e occupò la città di Inverurie, 16 miglia a nord-ovest di Aberdeen. Sentendo l'avanzata di MacLeod, Gordon decise di fare un attacco preventivo. 
Alla fine Gordon lasciò Aberdeen il 23 dicembre con 1100 uomini e 5 pezzi di cannone che erano stati prelevati da una nave nel porto. Nominalmente guidò una colonna di truppe giacobite mentre Avochie un'altra, anche se in realtà sembra che il comando attivo fosse delegato al maggiore Lancelot Cuthbert, fratello del Laird di Castlehill e regolare nella Royal-Ecossais francese che faceva "tutto il lavoro".
I giacobiti attraversarono il ponte del Don e presero la via di Fintray risalendo la riva sinistra del fiume, mentre Gordon inviò un distaccamento di 300 uomini, compresi i regolari francesi lungo la strada di Tyrebagger - la strada principale di Inverurie - per ingannare MacLeod riguardo alle sue reali intenzioni. 
Lo storico del XX secolo Ruairidh MacLeod ha fornito un resoconto della battaglia di Inverurie nel volume LIII delle Transactions of the Gaelic Society of Inverness, citando documenti contemporanei. Verso le quattro del pomeriggio i "piquets" irlandesi, che avevano marciato lungo la riva destra del fiume Don, attraversarono il fiume sul guado a sud di Inverurie e attaccarono le truppe di MacLeod sul lato sud-ovest della città. Circa 60 uomini di MacLeod li raggiunsero al guado e fu qui che i ribelli persero la maggior parte delle loro vittime, inclusi undici morti tra i regolari francesi. 
Gordon quindi attraversò il fiume Ury e attaccò la città nell'area della chiesa, cogliendo di sorpresa i difensori, anche se furono in grado di sparare diverse raffiche mentre il grosso dei ribelli attraversava il fiume. I MacLeod quindi si ritirarono lungo la strada principale di Inverurie, sparando alcune raffiche aggiuntive prima di ritirarsi verso nord. Incapaci di mantenere le loro posizioni, sono stati respinti a Elgin nel corso della serata. 
Secondo Ruairidh MacLeod le truppe governative hanno avuto sette morti, cinque dei quali in battaglia; quindici feriti con il nemico; sette feriti riportati a Elgin e cinquantanove fatti prigionieri. Altre fonti sostengono un numero maggiore di vittime del governo. Un giacobita presenta alla battaglia ha ammesso che furono quattordici morti, mentre un ufficiale del governo ha stimato che i ribelli avevano perso tra i 30 e 40 morti.
Un resoconto delle azioni di MacLeod è dato nei contemporanei Culloden Papers
Il comportamento risoluto di McKlaudes nel correre dal nemico con così pochi dei suoi uomini intorno e la resistenza che hanno tenuto con non metà del loro piccolo esercito contro 900 fino a quando non sono stati sopraffatti dal numero superiore è contraddistinto maggiormente dal suo onore.

## Conseguenze
Una cinquantina degli uomini di MacLeod furono fatti prigionieri, molti dei quali erano ufficiali compreso il figlio minore di Gordon di Ardoch e Forbes di Echt. Fu fatto prigioniero anche John Chalmers, ex Preside e Professore del King's College di Aberdeen, e Donald Ban MacCrimmon, un membro della distinta famiglia di suonatori di cornamusa. Il resto dell'esercito compreso MacLeod si ritirò nel proprio paese.